# NGC 5243
NGC 5243 (другие обозначения — UGC 8592, MCG 7-28-36, ZWG 218.27, IRAS13340+3836, PGC 48011) — галактика в созвездии Гончие Псы.
Этот объект входит в число перечисленных в оригинальной редакции «Нового общего каталога».